# Is This Love (chanson de Globe)
Pour les articles homonymes, voir Is This Love.
Singles de Globe
Freedom
(1996) Can't Stop Fallin' in Love
(1996)
Is This Love (titré : Is this love) est le sixième single du groupe Globe.

## Présentation
Le single, coécrit, composé et produit par Tetsuya Komuro, sort le 28 août 1996 au Japon sur le label Avex Globe de la compagnie Avex, au format mini-CD single de 8 cm de diamètre (alors la norme pour les singles dans ce pays), cinq mois après le précédent single du groupe, Freedom. Il atteint la première place du classement des ventes de l'Oricon, et reste classé pendant dix semaines. Il se vend à plus de 500 000 exemplaires, et restera le huitième single le plus vendu du groupe. Une édition promotionnelle du single au format vinyle est également produite.
Le clip vidéo de la chanson-titre du single a été tourné aux États-Unis, dans le désert de l'Arizona (photographié en couverture). La version instrumentale de la chanson figure aussi sur le single, ainsi qu'une version remixée (Club Bourbon Mix). La chanson figurera dans une version remaniée sur le deuxième album du groupe, Faces Places, qui sortira six mois plus tard, ainsi que par la suite sur ses compilations Cruise Record de 1999, 8 Years: Many Classic Moments de 2002, Globe Decade de 2005, Complete Best Vol.1 de 2007, et 15 Years -Best Hit Selection- de 2010. 
Elle sera aussi remixée sur ses albums de remix First Reproducts de 1999 et Ragga Globe de 2011.

## Liste des titres
Toutes les chansons sont écrites, composées et arrangées par Tetsuya Komuro (coécrites par Marc), et mixées par Eddie DeLena.
| CD    | CD                                                                | CD                                                | CD    | CD | CD | CD | CD | CD | CD |
| No    | Titre                                                             | Description                                       | Durée |    |    |    |    |    |    |
| ----- | ----------------------------------------------------------------- | ------------------------------------------------- | ----- | -- | -- | -- | -- | -- | -- |
| 1.    | Is This Love (Straight Run) (Is this love (STRAIGHT RUN))         | Version originale                                 | 5:35  |    |    |    |    |    |    |
| 2.    | Is This Love (Club Bourbon Mix) (Is this love (CLUB BOURBON MIX)) | Version remixée (coproduite par Robert Arbittier) | 7:19  |    |    |    |    |    |    |
| 3.    | Is This Love (Instrumental) (Is this love (INSTRUMENTAL))         | Version instrumentale                             | 5:31  |    |    |    |    |    |    |
| 18:26 |                                                                   |                                                   |       |    |    |    |    |    |    |

| A1. | Is This Love (Straight Run) (Is this love (STRAIGHT RUN))         | Version originale     | 5:35 |
| A2. | Is This Love (Instrumental) (Is this love (INSTRUMENTAL))         | Version instrumentale | 5:31 |
| B1. | Is This Love (Club Bourbon Mix) (Is this love (CLUB BOURBON MIX)) | Version remixée       | 7:19 |